# Kolā Maḩalleh
Kolā Maḩalleh (persiska: كلا محله) är en ort i Iran.   Den ligger i provinsen Mazandaran, i den norra delen av landet, 120 km nordost om huvudstaden Teheran. Kolā Maḩalleh ligger 50 meter över havet och antalet invånare är 213.
Terrängen runt Kolā Maḩalleh är platt, och sluttar norrut.Runt Kolā Maḩalleh är det ganska tätbefolkat, med 149 invånare per kvadratkilometer. Närmaste större samhälle är Āmol, 4,7 km söder om Kolā Maḩalleh. Trakten runt Kolā Maḩalleh består till största delen av jordbruksmark.